# Südeuropa

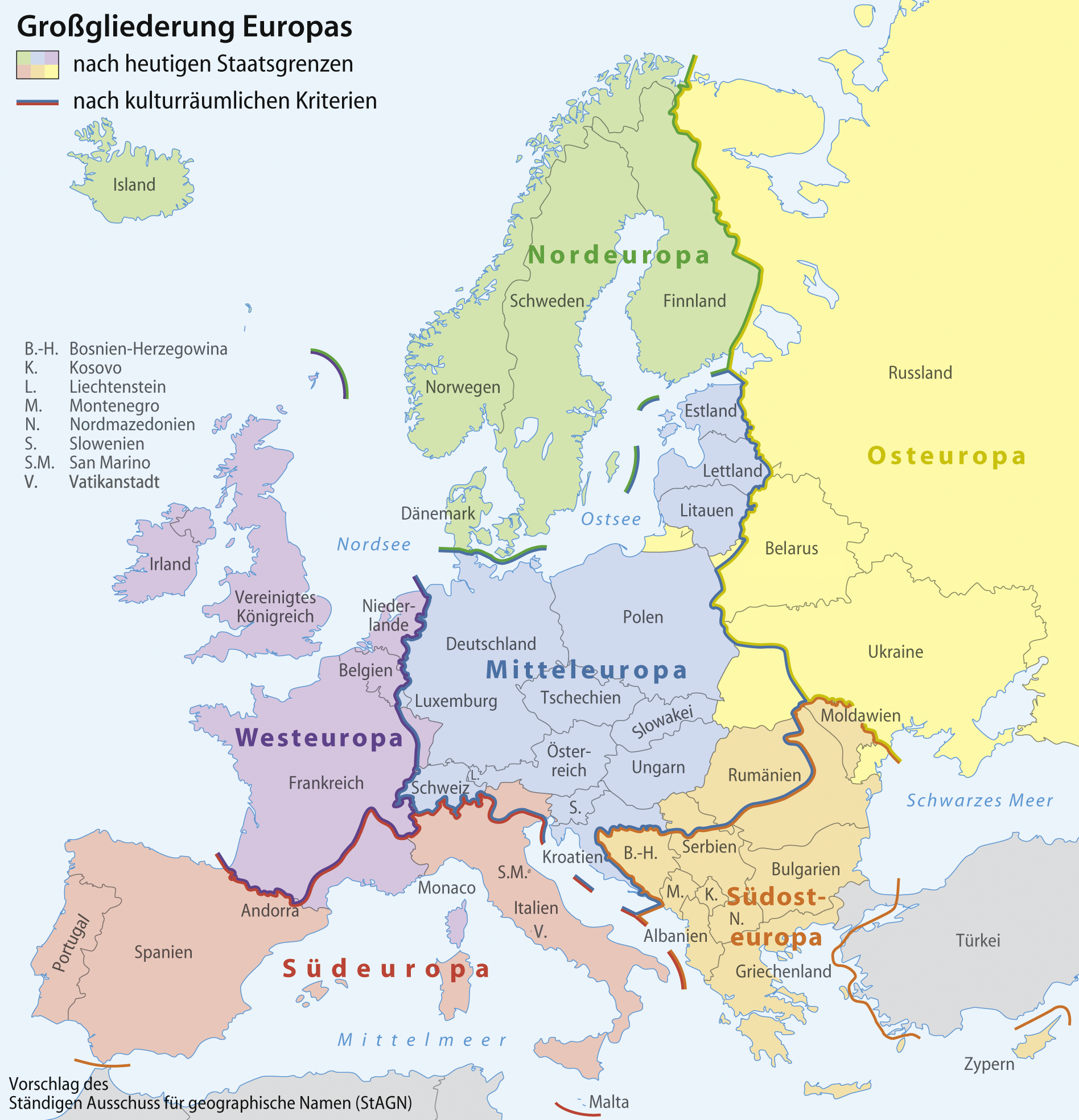
Südeuropa (rot) nach Vorschlag des StAGN

Südeuropa ist eine zusammenfassende Bezeichnung für die Staaten Andorra, Griechenland, Italien, Malta, Monaco, Portugal, San Marino, Spanien und die Vatikanstadt (wie auch Gibraltar).
Im weiteren Sinne schließt der Begriff Südeuropa oder südliches Europa auch Länder Südosteuropas ein, insbesondere die Mittelmeeranrainerstaaten Albanien, Bosnien und Herzegowina, Kroatien, Montenegro und Slowenien.
Als Grenze zwischen Südeuropa und Mitteleuropa wird häufig der Alpenbogen genannt, wonach auch die Südschweiz zu Südeuropa gezählt würde. Die klimatische Grenze ist deutlich an den Alpenübergängen spürbar, z. B. St. Gotthard, San Bernardino.
In gewissen Kategorisierungen werden auch Bulgarien, Kosovo, Nordmazedonien, Rumänien und Serbien zu Südeuropa gezählt. Unter kulturräumlichen Kriterien können auch Teile Südfrankreichs mit Korsika zu Südeuropa gezählt werden.

## Staaten Südeuropas
- Andorra
- Griechenland
- Italien
- Kroatien
- Malta
- Monaco
- Portugal
- San Marino
- Spanien
- Vatikanstadt

im weiteren Sinne auch:
- Albanien
- Bosnien und Herzegowina
- Bulgarien

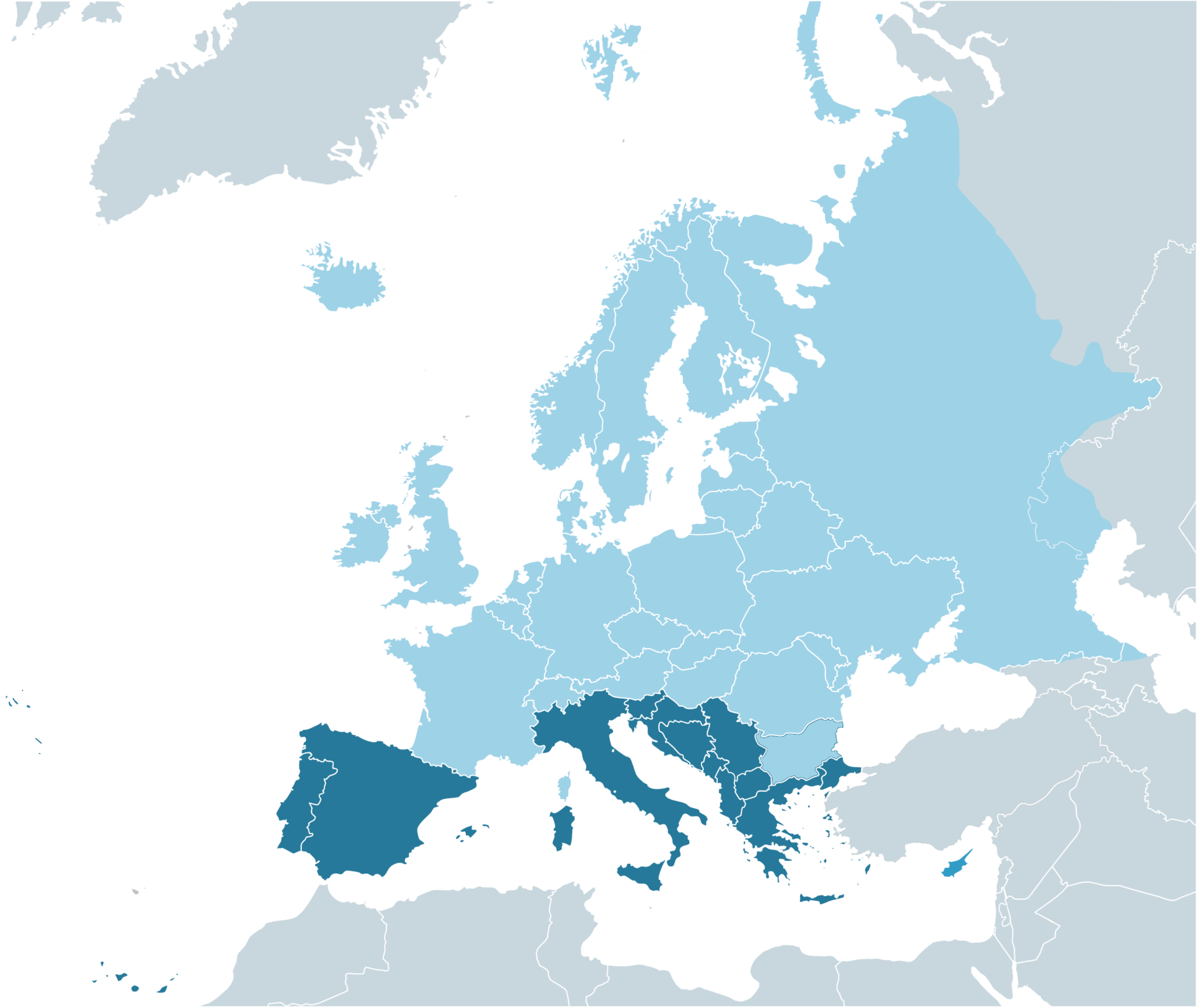
Südeuropa: Iberische Halbinsel, Apenninhalbinsel und Balkanhalbinsel

- Frankreich (nur Teile Südfrankreichs und Korsika)
- Kosovo
- Montenegro
- Nordmazedonien
- Serbien
- Slowenien
- Türkei (nur Ostthrakien)

## Südeuropa im Sinne der UN-Definition
Nach Einteilung der Statistikabteilung der Vereinten Nationen umfasst Südeuropa Albanien, Andorra, Bosnien und Herzegowina, Gibraltar, Griechenland, Italien, Kroatien, Malta, Montenegro, Nordmazedonien, Portugal, San Marino, Serbien, Slowenien, Spanien und Vatikanstadt.